# Mildred Mehle
Mildrid Adolphsson, känd under tidigare namnet Mildred Mehle, ogift Folkestad, född 24 oktober 1904 i Oslo, död 16 februari 1987 i Kungsholms församling i Stockholm, var en norsk-svensk skådespelare. 
Hon var dotter till konstnären Bernhard Folkestad och Kari Selvig.
Hon var gift första gången med norska radiopersonligheten Eyvind Mehle (1895–1945) och andra gången 1932–1950 med den svenske skådespelaren Edvin Adolphson (1893–1979). Hon är mor till TV-producenten Kari Thomée (född 1932), vissångaren Olle Adolphson (1934–2004), skådespelaren Kristina Adolphson (född 1937) och fotografen Per B. Adolphson (född 1945).

## Filmografi
Enligt Internet Movie Database och Svensk filmdatabas:
- 1929 – Fröken statsadvokat
- 1930 – Kristine Valdresdatter
- 1931 – Halvvägs till himlen